# Barranc de Montsor
El barranc de Montsor és un barranc del terme de la Pobla de Segur, al Pallars Jussà.
Es forma a 1050 m. alt., al sud del poble de Montsor, per la unió de diversos petits barrancs de muntanya amb el barranc de la Font. Davalla sempre cap al sud, fins que a Roques Roies es transforma en el barranc de Vallcarga.